# Daň z majetku
Daň z majetku je daň z celkových aktiv daňového poplatníka. Patří do skupiny majetkových daní. Nejběžnější je založena na koncepci tržní hodnoty. Její vyměřovací základ obvykle zahrnuje čistá aktiva zbývající po odečtení dluhu.
Daň z majetku byla vybírána již ve starověku, například v Římské říši a v Aténách; sloužila však dočasným účelům, jako je financování války. V Německu byly daně z majetku vybírány hlavně z nemovitého majetku až do pozdního středověku; tyto daně více odpovídaly dnešní dani z nemovitostí. Daň z majetku zahrnující celková aktiva byla poprvé zavedena v Německu v roce 1893. Daň z majetku se však nyní považuje za zastaralou; z 36 zemí OECD měly v roce 2017 obecnou daň z majetku pouze 4 (v roce 1990 jich bylo 12).